# Агостіно ді Дуччо

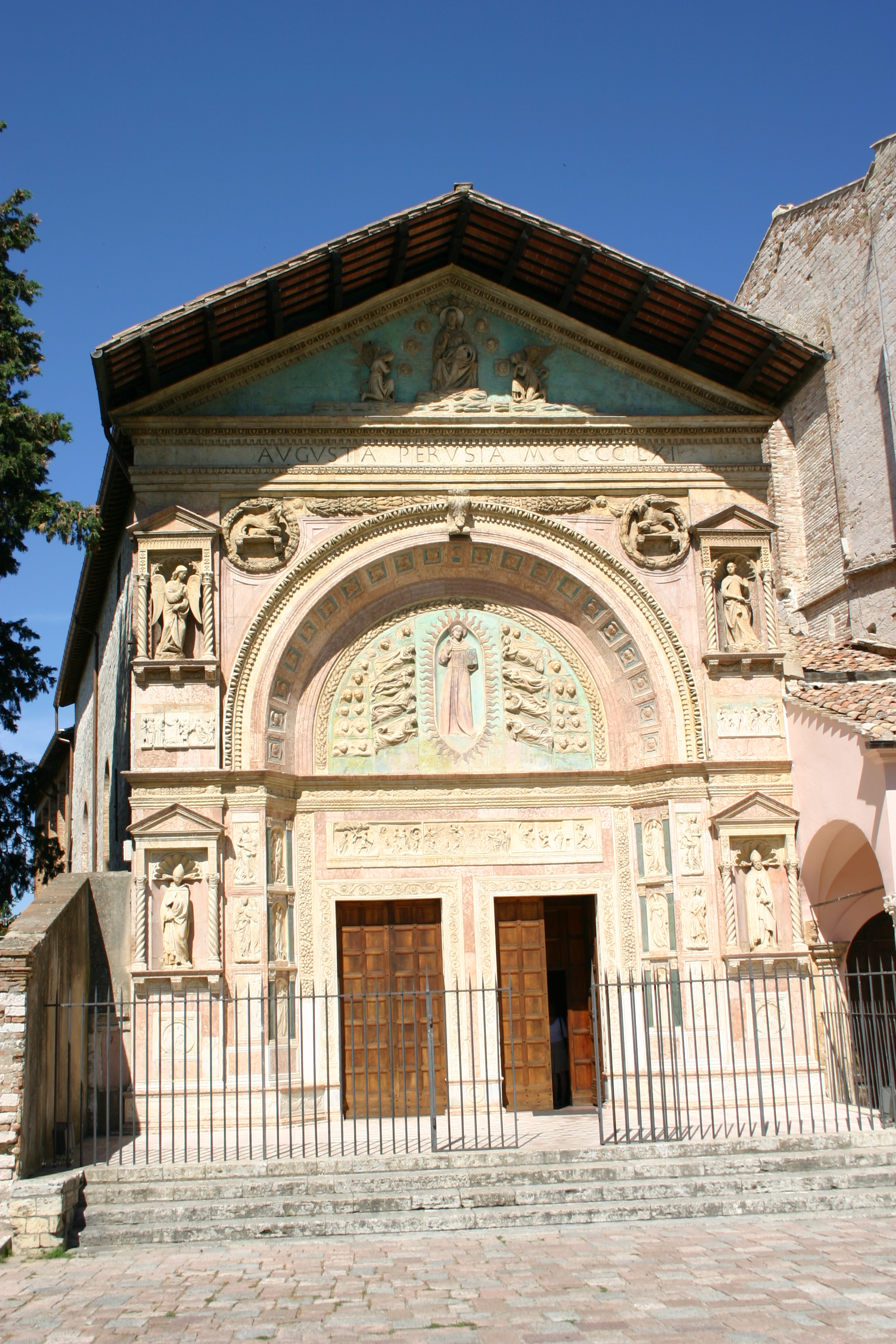
Мармуровий фасад церкви святого Бернардина у Перуджі

Агостіно ді Дуччо (італ. Agostino di Duccio; 1418 — 1481) — італійський скульптор ранньої епохи Відродження.

## Біографія
Агостіно ді Дуччо народився 1418 року у Флоренції. Він працював у Прато із Донателло та Мікелоццо, які дуже на нього вплинули. У 1441 році його звинуватили у крадіжці цінних матеріалів із флорентійського монастиря і вигнали з рідного міста. Наступного року він продовжив працювати над вівтарем святого Джемініано для кафедрального собору Модени, у цій роботі простежується вплив Мікелоццо.
У 1446 році він вивчав пізню готичну скульптуру у Венеції і зустрів скульптора Маттео де Пасті (італ. Matteo de' Pasti), який запросив його виконати скульптурне обрамлення Темпіо Малатестіано у Ріміні, над яким Агостіно працював із 1449 до 1457 року. Це мала бути своєрідна середньовічна енциклопедія, з барельєфами зодіакальних та інших алегоричних і міфічних істот.
Між 1457 та 1462 роками він створив мармуровий фасад церкви святого Бернардина в Перуджі. До 1470 року він завершив багато робіт, особливо у Флоренції, наприклад, «Богородиця д'Овілле» (італ. Madonna d'Auvillers) для П'єро ді Козімо Медічі (зберігається у Луврі). 1473 року він зробив зовнішній фасад Порта ді Сан-П'єтро у Перуджі, виконаний у стилі Леона-Баттіста Альберті. Інші його роботи зберігаються у Амелії та у Національній галереї Умбрії у Перуджі. Агостіно ді Дуччо помер близько 1481 року у Перуджі.